# John Poulett (3e baron Poulett)
John Poulett, 3e Baron Poulett (vers 1641 - juin 1679), est un pair anglais.

## Biographie
Il est le fils de John Poulett (2e baron Poulett) et de Catharine Vere, fille de Horace Vere (1er baron Vere de Tilbury). Il siège en tant que chevalier du comté de Somerset entre 1662 et 1665 lorsqu'il entre à la Chambre des lords à la mort de son père. En 1674, il est nommé Lord Lieutenant du Dorset et le reste jusqu'à sa mort.
Il épouse, en 1663, Essex Popham, fille aînée d'Alexander Popham de Littlecote House, dans le Wiltshire, dont il a deux filles. Il épouse en 1667 Susan Herbert, fille de Philip Herbert (5e comte de Pembroke). Il meurt en juin 1679 et est remplacé dans la baronnie par le fils de son second mariage, John Poulett (1er comte Poulett) créé comte Poulett en 1706.